# Ingały
Ingały (ros. Ингалы) – wieś (sieło) w Rosji, w obwodzie omskim, w rejonie bolszerieczeńskim. W 2010 liczyła 1117 mieszkańców.